# 魔王學院的不適任者～史上最強的魔王始祖，轉生就讀子孫們的學校～
《魔王學院的不適任者～史上最強的魔王始祖，轉生就讀子孫們的學校～》是2017年4月開始在成為小說家吧網站上所連載的輕小說，於2018年3月發行文庫版，由電擊文庫發行，插畫師靜間良紀繪製。本作小說與漫畫繁體中文版均由台灣角川代理。截至2021年3月，小說的總發行量已超過180萬卷。
漫畫版由作畫，自2018年起連載於SQUARE ENIX旗下漫畫平台「漫畫UP！」。2021年7月7日官方宣布，因罹患胰臟癌需專心接受治療，漫畫連載中斷，7月13日宣布因胰臟癌於7月6日逝世。
改編電視動畫第1季於2020年7月至9月播放。第2季第1部分於2023年7月至9月播放。第2季第2部分於2024年4月至7月播放。

## 故事簡介
暴虐魔王阿諾斯·波魯迪戈烏多具有能輕易毀滅人類、甚至眾神的力量，他厭倦了鬥爭，刻意讓自己死亡並轉生到兩千年後的世界，進入魔王學院就讀。由於學院無法辨別他的實力，便將他視為不適任者。在這個被眾人鄙視的環境當中，阿諾斯以自己非凡的實力，讓所有人屈服。

## 登場角色

### 主要人物
阿諾斯·波魯迪戈烏多（Anos Voldigoad，聲：鈴木達央（第1期）→梅原裕一郎（第2期））
黑髮紅圈瞳。真身為神話時代人稱「暴虐魔王」的魔王族始祖。
兩千年前因厭倦戰爭而與大精靈蕾諾、創造神米里狄亞、人類勇者加隆達成共識犧牲自己全部魔力建立「四界牆壁」，用以分隔魔界、人類界、精靈界、神界。實質比誰都希望和平。懷著自己的母親在分娩前為人類所殺，自己是從屍體中出生。
轉生後降生在一家小冶煉工房「太陽之風」，參與入學考試時實際年齡為一個多月大。剛出生時搶在父親命名前說出自己的名字，覺得嬰兒狀態不適合溝通於是接連以魔法加速成長，外表是俊俏的青少年。混魔族，最喜歡的食物為焗烤蘑菇。
經魔王學院的適任性檢核後被評為「不適任者」，因而察覺有關始祖的歷史遭到竄改，始祖名已被改為「阿伯斯·迪魯黑比亞」。在人類界，犧牲自身創造四界牆壁的真實也被修改為被勇者殺死後的傳說。在魔劍大會出席被當作是統一派的新銳代表。擁有深不見底的魔力，曾以下級魔法火焰擊潰莎夏及其組員全力的「獄炎殲滅炮」。擁有「破滅魔眼」，自由控制發動。也擁有一身怪力，分組對戰中以一根樹枝與人稱「煉魔劍聖」的雷伊打的不相上下。持有的魔劍「理滅劍貝努茲多諾亞」能無視任何世界法則。在模型工房創造做出彈珠大小的包含整座城鎮精密、絕無僅有的魔法模型（一般需要幾十年時間），然後將之製成戒指送給米夏以隨時觀察。創造出能讓半靈半魔的米莎通過施展精靈魔法持續消耗自身根源，分給精靈病患者生命力的魔法。擁有和召喚一座魔王城「德魯佐蓋多」，裡面收藏包括增強轉移魔法的法杖在內的眾多魔法道具。會人類的神聖魔法包括聖域、創造聖劍、破除秘匿結界，也會治愈魔族身上不可修復的聖痕。與勇者學院的第二場對抗測試中對戰雷多利亞諾和潔西雅，施展聖域憑藉粉絲協會8人的心意抵過一千萬人的心意，並停止時間阻止潔西雅的「根源光滅爆」。虛假的暴虐魔王帶領三名七魔皇老奪走人神靈劍，阿諾斯在戰場與之相會並憑藉其身上找到的單片貝殼，識破「阿伯斯·迪魯黑比亞」真面目就是轉生成魔族的加隆。代替雷伊被其殺死以破壞傑魯凱計劃，後來通過起源魔法「根源再生」恢復根源，並使用起源魔法「魔王城召喚」傳送魔王城到戰場。最後使用理滅劍與雷伊一起擊倒傑魯凱的魔法體，在傑魯凱的身體消失前向他施展了「轉生」。
可以和辛使用「雙劍聖魔友愛爆裂炮Regalo·Tir·Trealos」同時也擁有世界上唯一可以壓制破壞神「終滅神眼」的「混滅魔眼」以及只有阿諾斯會的「森羅萬掌I guneasu」「極獄界滅灰燼魔炮Egil·Glone·Angdroa」和「涅槃七步征服Gilieliam·Naviem」
米夏·涅庫羅（Misha Necron，聲：楠木燈）
白髮藍眼，身材姣好個性鎮靜無口的少女。出身於統治魔族的七魔皇老之一艾維斯·涅庫羅家族，名為莎夏的妹妹但實質上是艾維斯對莎夏實施分魂融合轉生魔法分開而成的個體，目的是創造更強大的魔族作為兩千年後迎接君主始祖覺醒後的容器。十五歲時便會回歸本體即莎夏身體內而消逝在世上，後被阿諾斯使用「根源同步」拯救而留在世上且魔力大幅增長。實際上，米夏這個個體原本是不存在任何人格，不過在艾維斯對莎夏進行分離融合轉生的瞬間，創世神米莉提亞從中干涉，讓自己轉生成為米夏，米夏之所以會有創造方面的天分也是受前世影響，甚至能獨立用「創造建築」複製「德魯佐蓋多」(德魯佐蓋多實際上是破壞神的一部份，所以相當於複製了神。)
血統為純血但被家人決定為混魔因而身穿白色校服。由撫養人養大也備受疼愛，身上持有他們的信件但擔心自己消失不忍心去看。擅使冰之魔法「深魔冰」與「創造建築（アイリス）」的魔法，在同步根源後能夠在短時間造出相當程度的魔王城，擁有阿諾斯作為生日禮物贈送的「蓮葉冰戒指」能變化出完美的「冰之城」。入學時與阿諾斯結識，因其擁有創造的強大魔眼看出阿諾斯的實力不凡，後被阿諾斯稱讚擅長創造魔法和擅長毀滅的自己是另一極被鼓勵進一步修煉臨近魔法的深淵。喜歡阿諾斯他溫柔的一面，喜歡貓。會做客阿諾斯家向伊莎貝拉學習做飯技巧，曾餵飯阿諾斯。作為回報，放假時阿諾斯與她為準備給莎夏的禮物逛了魔法模型工房和貓咖啡廳，收到了阿諾斯製作絕無僅有的模型戒指。與勇者學院的第二場對抗測試中在聖域建立魔王城，洗腦魔法發動時在神殿被迪耶哥開啟封印人神靈劍的神聖之光重創意圖消滅根源不剩，阿諾斯趕到進行治療至不留下聖痕才逃過一劫。與莎夏一起上戰場負責阻止迪魯海德部隊進軍亞傑希翁。通過解放涅庫羅的秘術能夠和莎夏合體。
莎夏·涅庫羅（Sasha Necron，聲：夏吉優子）
砂金色髮雙馬尾，個性傲嬌，身材平凡的少女。米夏的姊姊，涅庫羅家直系親屬的第十六代。擅長炎之魔法「深魔炎」。魔王學院內魔王適應性最高最接近魔王的學生，喜歡睡懶覺。實際上，莎夏是破壞神阿貝魯尼尤轉生成的魔族。在遙遠的過去阿諾斯奪走破壞神權能後，將其權能分離成德爾佐蓋特與理滅劍，再運用理滅劍破壞神族只能轉生成神族的道理，讓阿貝魯尼尤藉此獲得了自由。
雙眼擁有能讓萬物自滅的「破滅魔眼」，被稱作「破滅魔女」。蘊含相當大的魔力但自身沒辦法控制住，感情高昂時會自然施放。其「破滅魔眼」也是受到前世為破壞神的影響，阿諾斯為了讓破壞神阿貝魯尼尤可以讓看到的景物不被破壞，以一顆「混滅魔眼」交換「終滅神眼」之後得到的兩對「破滅魔眼」。
擁有阿諾斯贈送的「不死鳥法衣」能夠承受一定程度的損傷而痊癒。表面討厭、做出傷害米夏行為，背後打小研究魔法拯救對方，在十五歲時打算發動主格替換為米夏再融為一體但米夏拒絕仍喜歡自己而計劃失敗，後被阿諾斯使用「根源同步」拯救而留在世上且魔力大幅增長。曾稱呼阿諾斯「雜種」但被阿諾斯拿主動親吻他的事壓回去。
因被阿諾斯誇讚眼睛漂亮而喜歡上對方，後受邀做客阿諾斯家被其雙親誤會是第二位女朋友。在家門前詢問阿諾斯命運的看法後主動親吻了其嘴唇，表示這作為朋友的回禮。魔劍大會時作為頒獎小姐，上台親吻感謝冠軍阿諾斯。在人類界的王都蓋拉帝提時，因為被阿諾斯再次稱讚眼睛漂亮而令魔眼失控，還約定好在其不在的時候好好守護同伴。與勇者學院的第二場對抗測試中擊敗萊歐斯。與米夏一起上戰場負責阻止迪魯海德部隊進軍亞傑希翁。通過解放涅庫羅的秘術能夠和米夏合體。
之後已能用「根源死殺」。
雷伊·格蘭茲多利（Lay Glanzudlii，聲：寺島拓篤）
魔王學院轉學生，混沌世代其中之一人稱「鍊魔劍聖」的劍術天才。白髮，身穿黑色校服，純血皇族。對皇族還是混血不感興趣，也不會差別待遇。魔力量大，不擅魔法擅使魔劍，打敗了七魔皇老伊多魯·安傑姆。使用魔劍「伊尼提奧」，後從阿諾斯收藏裡得到魔劍「一意劍西格謝斯塔」，能夠附加魔力。是個劍癡，腦袋裡想的都是練劍的事，因無人能敵而無朋友在遇見阿諾斯後雖被擊敗反而滿足了願望表露出開心的笑顏。後隸屬皇族派所屬羅格諾斯魔劍協會出席魔劍大會，雷伊的母親也在羅格諾斯魔法醫院住院，撫養其長大的母親席菈是半靈半魔，患有精靈病有死亡的危險。而且自己身體裡也被埋入魔法道具「契約魔劍」，不滿足條件就會自毀根源。因此阿諾斯與之比試時看似重傷了雷伊，實則巧妙的破壞了契約魔劍，雷伊後瞬殺了兩位被寄生的七魔皇老。魔劍大會最終取得第二名，通過使用母親化作的劍領悟斬穿空間，幫助打倒了背後黑幕七魔皇老梅魯黑斯，母親席菈也因自身為劍的傳聞得到擴散而被阿諾斯復活。在勇者學院的交流活動的祭典上為報答米莎的幫助其母親送她米仙斯的首飾貝殼作為禮物。與勇者學院的第二場對抗測試中擊敗海涅，並使用了他的聖劍。
阿諾斯說他和兩千年前能使用任何劍的部下辛很像，但最後發現他前世其實是勇者加隆，因為在勇者學院創立時堅決反對而被傑魯凱贊成者殺害，後和四邪王族與阿諾斯的部下達成協議，用靈神人劍斬斷阿諾斯作為魔王的轉生的宿命，並多次轉生虛構出暴虐魔王「阿伯斯·迪魯黑比亞」（聲：谷山紀章）的傳言以保護阿諾斯。
擅長根源魔法，而且每一場跟強者的戰鬥之後，也會變得更強，甚至偷學對方的劍技。能和米莎使用「雙掌聖愛劍爆裂Regalo·Tir·Trealos」。從辛的身上學到使用每一把劍奧義的訣竅，但由於自己有七個根源，難以將魔力降至最低，進入無的境界，因此面對能熟練使用劍奧義的辛往往陷入一面倒的苦戰。
米莎·伊里歐洛古（Misa Ilioroagu，聲：稗田寧寧）
褐髮少女，半靈半魔的混血，在阿諾斯小組遭到不公平待遇時出聲力挺因而結識阿諾斯等人，擅使操縱魔法，能役使巨大的魔偶，也能使用水之大精靈里尼悠的魔法「雨霧靈消」，本身還是弱小。在羅格諾斯醫院為拯救患精靈病的雷伊養母席菈，借助阿諾斯創造的魔法連接同樣是半靈半魔的自己施展精靈魔法持續消耗根源分給對方生命力，被雷伊發現中斷魔法不過也一定程度緩解了席菈的病情，後來與雷伊一起逛在勇者學院交流活動舉辦的祭典時收到對方送的米仙斯的首飾貝殼作為感謝幫助，被粉絲協會誤會這是求婚。與雷伊情同意合。
迪魯海德學院內「統一派」的帶頭人，旨在消除皇族和混血差別待遇。另一身份為魔王的右臂辛與大精靈蕾諾之女，剛出生時即被送至兩千年後。不會患精靈病歸根到底是因為自身以暴虐魔王「阿伯斯·迪魯黑比亞」的傳聞依據誕生。
十歲生日時，收到辛送來的半把「掠奪劍基里翁諾傑司」，希望能像迎接與父親團聚的日子。
其後由於阿諾斯穿越時空為傳聞的後續加筆，而有了純血精靈的身份，一家三口團聚。
艾蓮歐諾露·碧安卡（Eleanor Bianca，聲：渡部紗弓）
勇者學院的三年級生。充滿母性，第一人稱是「僕」，很會照顧人。擅長根源魔法。一萬名根源複製人潔西雅的母親，也是暗中守護四屬結界封和勇者學院的學生受到致命傷也能痊癒。學院對抗測試當天被迪耶哥困於聖明湖神殿內而沒有出席，最後被阿諾斯救出並說出勇者學院創立背後真相，要求阿諾斯了結自己。勇者學院事件結束以後，阿諾斯遵守約定讓其變成自己的魔法不用被濫用，回到迪魯海德拜訪阿諾斯家時被其雙親誤會是第三位新娘已被阿諾斯求婚，以為有一萬名私生女。
之後暗示阿諾斯自己已經喜歡上他。
真身為從人類變為魔法的禁忌術式中誕生的人形魔法「根源母胎エレオノール」。傑魯凱所變成的魔法之一，沒有繼承傑魯凱的憎恨因此自稱「失敗品」。兩千年來不斷創造潔西雅送往戰場作為消滅魔族，正式開戰時上戰場阻止潔西雅自爆和保護魔族士兵不被攻擊。擁有「和平象徵」 。
潔西雅·加隆·伊捷伊西卡（Zeshia Kanon Ijaysica，聲：久野美咲）
被認為是勇者加隆的第四根源轉生者，聖風的再臨騎士。隸屬精英班「傑魯凱加隆」，勇者學院排行第一位。持有光之聖劍焉哈雷，能使用自爆魔法「根源光滅爆」。不会说话，无感情直至战斗结束的娇小少女。实质是「人型魔法」艾蓮歐諾露制造出来的根源複製人共有一万名，视艾蓮歐諾露为母親。後改
為「潔西雅·碧安卡（Zeshia Bianca）」。
亞露卡娜（Alkanna，聲：東山奈央）
原為理背神耿奴杜奴布，一出場時為亞希鐵的選定神，設定為以名字和記憶換取感情，後來利用夢境神和痕跡神恢復記憶，並偽造夢境說阿諾斯是她的哥哥。最後阿諾斯也讓她成為其妹妹。

### 迪魯海德
魔族的國家。最高领导层是七魔皇老。

#### 魔王學院
艾米莉亞·路德威爾（Emilia Ludowell，聲：小清水亞美）
特征淡紫色長髮，阿諾斯所屬1年2班的班導師。魔皇艾里奧·路德威爾的女兒，庫魯特·路德威爾的妹妹。為純血皇族至上主義者，對混血的白服學生態度冷淡，並視自稱始祖的阿諾斯為眼中釘。
魔劍大會時企圖從阿諾斯母親手上搶走魔劍並重傷同行的8名粉絲协會成員，隨後被趕到的阿諾斯束縛並斬殺，在死前曾不情願地承認阿諾斯是暴虐魔王，最後阿諾斯以“魔族煉成”將她復活成混血的身體並施下詛咒，因詛咒的緣故無論轉生多少次都將是混血魔族，用意是希望她能以另一种立场思考純血和混血的关系。
後來洗心革面並向阿諾斯尋求救贖，被阿諾斯委派到勇者學院任教並承諾只要任教一年或做出成績就能獲得與七魔皇老同等的地位。起初不受勇者學院的學生所接納，但之後捨命拯救學生並共同擊退襲來的龍族，最終收穫全校認可並被委任為新一任勇者學院的學院長。
梅諾·希斯特利亞（Menou Historia，聲：加隈亞衣）
在魔王學院教導三年級生的老師。特征短发尖耳，宝石耳坠。代替艾米莉亞兼任1年2班的導師。个性温柔，真正公平看待和爱护自己领导的三年级学生和阿诺斯小组。曾开导三年级的皇族派首席学生里贝斯特相信始祖暴虐的魔王一样为了保护而发挥自己的力量战斗。
里貝斯特·葉尼（Rivest Aynie，聲：駒田航）
魔王學院三年級的首席。黑色校服，刚入学时是吊车尾，不认同暴虐魔王後经梅诺开导非常尊敬暴虐魔王。剛開始很討厭自稱為暴虐魔王的阿諾斯。在與勇者學園的對抗賽落敗後拜託接受阿諾斯為其雪恥和治疗圣痕。
阿諾斯粉絲團
全員皆為白服女性學生，亦為統一派的成員。相信阿諾斯即為暴虐魔王轉世，通过“圣域”合唱作为魔力提供给阿诺斯。
愛蓮·米海斯（Ellen Mihais，聲：石原夏織）
阿諾斯粉絲團&合唱团團長。紫色头发，最早发现勇者学生施展的圣域魔法内混有洗脑魔法。
潔西卡·亞涅特（Jessica Arnet，聲：朝日奈丸佳）
阿諾斯粉絲團&合唱团成員。棕色長髮，戴著眼鏡的少女。合唱团成員中身高最高的三人的其中一位。
麥雅·賽姆特（Maia Zemut，聲：大野柚布子）
阿諾斯粉絲團&合唱团成員。黑色中長髮，綁著雙辮子的少女。
諾諾·伊諾塔（Nono Inota，聲：白石晴香）
阿諾斯粉絲團&合唱团成員。淡綠色短髮的少女。
希亞·敏仙（Shia Minsheng，聲：宮本侑芽）
阿諾斯粉絲團&合唱团成員。黑色短髮的少女。
西姆卡·霍拉（Himka Houra，聲：鈴代紗弓）
阿諾斯粉絲團&合唱团成員。黑色短髮長像略顯中性的少女，合唱团成員中身高最高的三人的其中一位。
卡莎·庫魯諾亞（Carsa Kurnoah，聲：嶺內智美（第1期）→風間萬裕子（第2期））
阿諾斯粉絲團&合唱团成員。黑色長馬尾，左眼帶著眼罩的少女，合唱团成員中身高最高的三人的其中一位。
謝莉亞·尼傑姆（Shelia Nijem，聲：雨宮夕夏）
阿諾斯粉絲團&合唱团成員。淡粉色中長髮，綁著雙馬尾，體態略顯豐滿的少女。
娜亞（聲：白砂沙帆）

#### 七魔皇老
兩千年前，阿諾斯在轉生前用自己的血創造的七名魔族。並非經由交配，而是以魔法創造並賦予生命的存在。是因為在轉生之際他需要有繼承自身血脈的肉體而準備的。
因不明原因被消除與始祖相關的記憶並被融合根源，認為始祖是阿伯斯·波魯黑比亞。
實際上是同意了勇者加隆的提案，為了保護暴虐魔王而讓自己的根源（除梅魯黑斯）與加隆6個的根源融合。並且因無法對始祖說謊而拜託加隆消除相關記憶。
艾維斯·涅庫羅（Ivis Necron，聲：置鮎龍太郎）
七魔皇老之一，身穿法袍頭頂法帽，嘴巴在胸口的不死族。涅庫羅姐妹的祖先，魔王學院的魔法老師，把米夏從莎夏體內分割出來的魔法師，被「阿伯斯·迪魯黑比亞」竄改記憶。在為了不讓阿諾斯阻止米夏回歸莎夏闖入對阿諾斯出手，後被阿諾斯擊敗重生並植入正確的記憶。後變成黑貓，向阿諾斯報告調查梅魯黑斯·博藍並非統一派首領，發現艾里奧·路德威爾掛名羅格諾斯魔法醫院首領一事，背後都有實際身份不明的人；在亞傑希翁調查到勇者學院的畢業生傳播的關於傳說的勇者加隆再次出現擊退吞噬亞傑希翁深邃的黑暗的傳說。後變回原型，協助阿諾斯在迪魯海德討伐虛假暴虐魔王及其率領的三名七魔皇老。
梅魯黑斯·博藍（Melheis Boran，聲：大塚芳忠）
七魔皇老之一，外觀是留著白色長鬍子的老人，身穿法衣，持著杖子。兩千年前為了逃避某人的襲擊而穿越牆壁，之後花了一百年的歲月恢復魔力才回到魔界，唯一沒有被融合根源的七魔皇老，統一派強而有力的後盾但其並非領袖。擅長空間魔法。魔劍大會幾日前被植入“隸屬的魔劍”而受控制，然後設計於阿諾斯與雷伊戰鬥後削弱力量，再使其困入「次元的牢獄」中運用流體的「四界之壁」的力量打算殺死阿諾斯，卻在阿諾斯熟悉肉體召喚理滅劍後被擊殺恢復正常。後為解除根源融合的蓋伊歐斯和伊多魯施展復活魔法，又協助阿諾斯在迪魯海德討伐虛假暴虐魔王及其率領的三名七魔皇老。
蓋伊歐斯·安傑姆（Gaios Anzem，聲：稻田徹）
七魔皇老之一，體格比常人大兩倍的巨漢。橙色的肌膚、粗壯的手腳、一身健壯的肌肉，並留著落腮鬍。魔王學院的劍術老師。在劍術課堂上敗於阿諾斯，後在魔劍大會陰謀中出場被雷伊瞬殺，在阿諾斯解除根源融合植入正確記憶恢復正常。之後協助阿諾斯在迪魯海德討伐虛假暴虐魔王及其率領的三名七魔皇老。
伊多魯·安傑歐（Ydol Anzeo，聲：鳥海浩輔）
七魔皇老之一，體格普通，留著黑色長發、藍色的肌膚、眼神銳利的男人。魔王學院的劍術老師。在劍術課堂上敗於雷伊，後在魔劍大會陰謀中出場被雷伊瞬殺，在阿諾斯解除根源融合植入正確記憶恢復正常。之後協助阿諾斯在迪魯海德討伐虛假暴虐魔王及其率領的三名七魔皇老。
梅都因·卡沙（Medoin Garsa，聲：諏訪部順一）
七魔皇老之一。長有牛角，紅色肌膚有鬍子的健壯男人。跟隨「阿伯斯·迪魯黑比亞」在勇者學院神殿奪走聖劍隨即宣告向人類界開戰，最後因已融合的根源脫離宿主而被梅魯黑斯等人逮捕。
索隆·安卡托（Zorro Angart，聲：三木真一郎）
七魔皇老之一。短髮中分，穿法衣的中年男人。跟隨「阿伯斯·迪魯黑比亞」在勇者學院神殿奪走聖劍隨即宣告向人類界開戰，最後因已融合的根源脫離宿主而被梅魯黑斯等人逮捕。
艾魯朵拉·災亞（Eldora Zaia，聲：綠川光）
七魔皇老之一。白色蓬髮和膚色，類似非人眼神銳利的青年男性。跟隨「阿伯斯·迪魯黑比亞」在勇者學院神殿奪走聖劍隨即宣告向人類界開戰，最後因已融合的根源脫離宿主而被梅魯黑斯等人逮捕。

#### 魔皇
艾里奧·路德威爾（Elio Ludowell，聲：小西克幸）
特徵茶色短髮，鼻樑有一道傷痕的中年男性。為治理城市密德海斯的魔皇。暴虐魔王「阿伯斯·迪魯黑比亞」重新出現迪魯海德時，受命率領魔族軍隊向亞傑希翁進軍開戰。看到阿諾斯捨身戰鬥後，承認其是真正的始祖並讓手下士兵不要攻擊和幫助受傷的亞傑希翁士兵避難。

#### 居民
伊莎貝拉（Izabella，聲：豐崎愛生）
阿諾斯轉生後的母親，個性活潑開朗並樂觀，非常寵愛阿諾斯。全力支持阿諾斯成為出色的魔皇夢想，因此伊莎貝拉主動去魔皇艾里奧·路德威爾那裡學習。對阿諾斯總是充滿愛情，因為阿諾斯在出生以前曾經在肚子裡一度差點死亡，所以伊莎貝拉拼命祈禱不管生下什麼孩子也會努力撫養，即使發生只過一個月長大這種事。常誤會阿諾斯帶回來的同伴與其關係鬧出不少笑話。（唯獨沒有誤會過米莎），前世是露娜·波魯迪戈烏多，同時也是阿諾斯2000年前的母親。
格斯塔（Gusta，聲：松本忍）
阿諾斯的父親，個性也是活潑開朗並樂觀，也非常寵愛阿諾斯。是個不怎麼有名的鑄劍師傅，開辦冶煉工房“太陽之風”。為支持阿諾斯，親自用金剛鐵打造了劍送給他，本來阿諾斯按照計劃調查辭退魔劍大會，最終讓其改變主意出席魔劍大會。其鑄的劍被阿諾斯譽為內涵不亞於魔力且異於魔力的力量（就是愛)。前世是幻名騎士團的團長賽利斯·波魯迪戈烏多（Seris Voldigoad，聲：森川智之），同時也是阿諾斯2000年前的父親。
傑貝斯·印德（Zepes Indu，聲：江口拓也）
皇族。里歐魯格的弟弟。
里歐魯格·印德（Leorig Indu，聲：立花慎之介）
皇族。傑貝斯的哥哥。
庫魯特·路德威爾（Krut Ludowell，聲：新垣樽助）
艾米莉亞的兄長。使用水屬性魔劍，奧義水牙連魔突。在魔劍大會上與阿諾斯決鬥不敵並損壞魔劍敗北。
席菈·格蘭茲多利（Sheila Glanzudlii，聲：川澄綾子）
半靈半魔，雷伊的養母。患有精靈病，在羅格諾斯醫院留醫。精靈的傳承是一把劍。

#### 四邪王族
在「神話時代」的迪魯海德，勢力僅次於阿諾斯的四名魔族。
熾死王 耶魯多梅朵·帝提強（Eldemade Dityjon，聲：小山力也）
身材高挑、紫髮紫眼的文雅男子。四邪王族之一。在2000年前假意以自身作为贡品召唤天父神诺司加里亚，可他其实跟阿诺斯联合一直躲在根源里面等待夺取其神力。在阿诺斯的协助下成功夺取其神力。
冥王 伊傑司·柯德（Ejes Code，聲：安元洋貴）
容貌粗曠、留著短髮，臉上戴著幾乎遮住半張臉的眼罩。四邪王族之一。擁有紅血魔槍迪西多亞提姆。
詛王 凱希萊姆·姬斯緹（Kaihilam Jiste，聲：不明（凱希萊姆）/伊藤靜（姬斯緹））
頭上長著六隻角的魔族，身材纖細，有著中性的容貌。四邪王族之一。擁有雙重人格，分別為主人格凱希萊姆及戀人姬斯緹。
緋碑王 基里希利斯·德洛（Gilisiris Dello，聲：吉野裕行）
穿奢華法衣、戴著大帽子的男人，身體呈現凝膠狀。四邪王族之一。

### 亞杰希翁
人類的國家。两千年前人口是十万，两千年后是一千万。
李西烏斯·恩傑羅·蓋拉帝提（聲：糸博）
第106代蓋拉帝提王。
扎米拉·恩傑羅·蓋拉帝提（聲：茶風林）

#### 勇者學院
建於蓋拉帝提，培育勇者的學院。在和平的「魔法時代」之所以仍繼續培養勇者，是要培育推動國家的人才。學院學生擅長結界魔法「聖域」，與魔族的「魔王軍」的分配魔力給部下相反，而是將魔力集中在勇者一人身上。
雷多利亞諾·加隆·阿傑斯臣（Ledriano Kanon Azeschen，聲：木村良平）
被認為是勇者加隆的第一根源轉生者，聖水的守護騎士。隸屬精英班「傑魯凱加隆」，勇者學院排行第二位。持有聖海護劍貝因拉梅提。在與學院對抗課程中與阿諾斯一戰，最後精神崩潰並閉門不出。
海涅·加隆·伊歐魯古（Heine Kanon Iorg，聲：釘宮理惠）
被認為是勇者加隆的第二根源轉生者，聖地的創造騎士。隸屬精英班「傑魯凱加隆」，勇者學院排行第三位。持有大聖地劍傑雷及大聖土劍賽連歐，只要接連被傑雷與賽連歐攻擊，傷口就會轉為聖痕。在與學院對抗課程中與雷伊一戰，最後被自己的劍反傷而後送醫治療。
萊歐斯·加隆·吉爾馮（Laos Kanon Jilfor，聲：古川慎）
被認為是勇者加隆的第三根源轉生者，聖炎的破壞騎士。隸屬精英班「傑魯凱加隆」，勇者學院排行第四位。擅長使用聖炎魔法，持有聖炎熾劍卡流馮多。在與學院對抗課程中與莎夏一戰，最後受劇毒侵蝕全身後送醫治療。
迪耶哥·加隆·伊捷伊西卡（Diego Kanon Ijaysica，聲：宮本充）
被認為是擁有加隆根源的勇者後裔。面容憔悴的灰髮男性。擔任著勇者學院的學院長名精英班「傑魯凱加隆」的導師。對魔族抱有偏見和憎恨，魔族學生身上出現聖痕也不在乎。在與魔王學院交流活動和對抗測試中，通過設置秘匿结界陷阱和利用控制聖明湖中聖水釋放的魔法道具封印、減弱魔族學生的魔力與魔法想藉此羞辱魔族。在神殿開啟靈神人劍的封印重創米夏，阿諾斯趕到阻止並逼問勇者學院真正的目的，最後將其魔物化說出「你不是勇者加隆」捏碎根源殺死。實際上為艾蓮歐諾露所創造的複製根源。在「阿伯斯·迪魯黑比亞」奪走位於神殿的靈神人劍後，宣告全亞傑希翁深邃的黑暗再度來臨，準備向迪爾海德魔族進軍。魔王被雷伊殺死後，堅稱人類對魔族的憎恨不可停下直至全殲魔族為止，憎恨的靈魂離開肉身並使傑鲁凱再次出現。
艾米莉亞·路德威爾
參照魔王學院「艾米莉亞·路德威爾」。

### 神話時代人物
勇者加隆（Kanon，聲：逢坂良太）
兩千年前與暴虐魔王進行無數次激烈的戰鬥，擁有七個根源的傳說勇者。與魔王交手輸過很多次堅持戰鬥到最後一刻而贏一次。即使六個根源毀滅只要還留一個就能復活，抱著寧願死的是自己也不願他人犧牲，認為哪怕多拯救一個在痛苦的人也無法對眼前需要拯救的人視而不見不然賭上性命的有一天來了誰都無法拯救，一直戰鬥到不會終結的地獄之底毀滅為止的覺悟，得到阿諾斯承認資格可以殺死自己。在阿諾斯轉生後不久便下落不明。曾與阿諾斯約定轉生後成為友人。擅長根源魔法，甚至在阿諾斯之上。擁有靈神人劍伊凡斯瑪那是消滅暴虐魔王的聖劍，勇者的證明。就算已經註定的命運也能砍斷，唯一無法斬斷已變成世界的法則真正的神聖魔法——魔族斷罪（傑魯凱），但後面斬斷了魔族必要毀滅的命運（配合阿諾斯滅理劍）。其劍後被封印保存在勇者學院的聖明湖內神殿。多次轉生修改魔族歷史，並用靈神人劍斬斷阿諾斯作為暴虐魔王轉生的宿命，虛構出「阿伯斯·迪魯黑比亞」（聲：谷山紀章），今世為純血魔族雷伊·格蘭茲多利，曾試圖讓阿諾斯認為是兩千年前魔王的右臂「辛」轉世。
辛·雷格利亞（Shin Reglia，聲：羽多野渉）
為2000年前魔王阿諾斯的部下，被稱為「魔王的右臂」之最強的魔族劍士，從不對阿諾斯撒謊。擁有一千把魔劍，並具備多樣的劍術技巧，因此有「千劍」之名。在魔王軍進攻大精靈之森時，半數的魔王軍被里尼悠擊潰後，阻止阿諾斯出手，認為只需一聲令下自己在剎那之間便可將其斬殺，阿諾斯便向其打賭如果耗費了剎那以上的時間，就不准再用彆扭的方式說話，如果剎那之間就將它擊倒，不論是要怎樣的獎賞都行。在立下戰功後，向阿諾斯表示希望能跟隨阿諾斯一同轉生到2000年後，即便不擅根源魔法的辛會失去現在所有的記憶與劍技。其後奉命保護大精靈蕾諾，原本打算暴虐魔王轉生後，蕾諾也不再受到威脅時再進行轉生，但這段期間的相處意外地與大精靈蕾諾產生了感情，孕育出半精靈半魔族的女兒米莎。由於大精靈蕾諾的傳承是精靈之母，誕生了半精靈的她違背了自己的傳承，於是從世上消失。在此之後辛一肩擔起了精靈王的職責。得知米莎被送往2000年後的世界便默默等待，在她十歲時，辛派出貓頭鷹使魔將半把「掠奪劍基里翁諾傑司」送給米莎當生日禮物。曾為了維護米莎的傳承，讓她能活下去，不惜與阿諾斯為敵，事件結束後揭露其本質是個無可救藥的笨蛋老爸。
傑魯凱（Jerga，聲：大塚明夫）
兩千年前為統治人類國家亞傑希翁的統治者，蓋拉帝提魔王討伐軍的總司令。前勇者，同時是勇者加隆的老師，將自己大半的根源都轉讓給他。因為妻兒死在魔族手上而對魔族懷抱極強烈的恨意，即使暴虐魔王死去以及世界被四界牆壁隔開，其恨意也依舊不減。為了在牆壁消失及魔王轉生後，將對魔王的恨流傳下來背叛殺死加隆獲得其根源而設立的勇者學院，學院內定期舉辦其聖誕祭典活動。在根源到極限時利用聖水及神力及把自己化為「魔族斷罪」及「根源母胎」，「魔族斷罪」潛藏於「聖域」魔法內，學生愈是施展「聖域」，對魔族的恨意便會越強。由於迪耶哥在魔王被殺後繼續一個人憎恨於是作為“魔族斷罪”——世界的法則具現出現，因人類對魔族的復仇已淪為個人對魔王的憎恨，最終被阿諾斯和雷伊兩人合力改變了「魔族必須毀滅」的命運而打倒，而自己因內心不止憎恨（指會創造出艾蓮歐諾露）得以再見妻兒終於安息。
齊格·奧茲瑪（聲：八代拓）
傑拉多·亞茲雷曼（聲：內山昂輝）
扎布羅·桂茲（聲：廣瀨裕也）
琳卡·賽歐烏魯尼斯（聲：石上靜香）
賽里斯·波魯迪戈烏多（聲：森川智之）
阿諾斯轉生前的父親。

### 大精靈之森阿哈魯特海倫
精靈們居住的世界。所在地會隨著時間變化，只能依循關於大精靈之森的傳聞才能尋得。

#### 精靈
源自世界上各種傳承與軼聞而誕生的生物。作為他們根源的傳承愈是廣為人知，力量就愈強，而且為忠實地傳承。擁有真體與一時性的姿態。
大精靈蕾諾（Reno，聲：阿澄佳奈）
傳承為一切精靈的母親。受魔王阿諾斯邀請與勇者加隆等人一同建立「四界牆壁」，並被其指派辛做為貼身護衛直到局勢穩定、大精靈之森不再遭受威脅。2000年前暴虐魔王轉生後，與辛的相處下意外孕育出了半精靈米莎，違反傳承導致自身存在即將被抹滅，因此趕在米莎出生前誕生了時空之泉的精靈，運用她的力量將米莎送往魔王阿諾斯所在的未來，以求一線生機，同時喪失妻子與女兒的辛則以精靈王身分代理其守護大精靈之森。2000年後，在阿諾斯穿梭時空修改歷史傳說的安排下，為米莎的魔王傳承追加了純種精靈身分，使得蕾諾重新復活。
大精靈里尼悠（Liniyon，聲：夏吉優子）
從這世界創造出水的初始水滴傳說中孕育而生，是大精靈之森阿哈魯特海倫的守護神。2000年前在魔王軍進攻大精靈之森時，一擊擊潰阿諾斯半數的部下，之後被辛秒殺。
妖精蒂蒂（聲：白石晴香、鈴代紗弓、風間萬裕子）
霧中妖精，喜歡新的事物，愛惡作劇的精靈。
米凱羅諾夫（Miguelonov，聲：榊原良子）
大戰樹木，教導人類如何在大戰中存活的精靈。因違背自身傳承——本應教導人類如何與魔族戰鬥，卻想方設法意欲使人魔共存——而消亡。
艾尼悠尼安（Anyunien，聲：麥人）
教育樹木，對繪畫一竅不通。
隱狼傑奴盧（Jennuru，聲：奧村翔）
引發神隱的精靈。
書本妖精利藍
記載著各式各樣的知識。
風與雷的精靈基加底亞斯（Gigadeass，聲：小市真琴）
拿著小槌的巴掌大妖精。
愛情妖精芙蘭
得不到回報的愛情化為形體，與其結合的精靈。據說有多少欠缺的愛，就存在著多少愛情妖精。借助芙蘭的身體，復活的人將會失去愛的記憶。為了尋求記憶，他們作為妖精徬徨著。只有擁有真實之愛的人，才會回想起愛並傳達出去。為了傳達無法說出口的言語，為了解決無盡的悲傷，愛之妖精總是徘徊於世界之中。當傳達愛之後，芙蘭借出的身體便會消失。

### 八神選定
戈盧羅亞那·德羅·吉歐路達盧（聲：日野聰）
亞希鐵·亞羅波·亞達齊（聲：關俊彥）
卡傑魯·亞普特·亞給伊拉（聲：杉田智和）
迪德里希·克雷岑·阿蓋哈（聲：三宅健太）

### 吉歐路達盧
司教米拉諾（聲：竹本英史）
伊莉娜（聲：石見舞菜香）

### 神族
全能輝煌艾庫艾斯（全能なる煌輝エクエス）
本作至第十卷為止的最終反派，是世間一切悲劇的元凶，是渴望世界陷入絕望的“神族之王”。
艾庫艾斯是“世界的意志”，其本體以齒輪的形式持續隱藏在眾神的根源之中，迫使眾神只能以“秩序”為目的進行行動。
在吞噬水葬神亞弗拉夏塔、魔眼神傑尼多弗克、結界神里諾羅洛斯、狂亂神亞甘佐、福音神杜迪雷德、暴食神蓋魯巴多利翁、痕迹神利巴爾修涅多以及樹理四神等神的權能後於第十卷顯現並奪走創造神的創造之月及破壞神的破滅太陽。隨後，“終滅日蝕”在地上顯現，並由軍神佩爾佩德羅率領神族大軍侵略地面，但卻被魔族、人類、精靈聯軍擊敗。
在與阿諾斯的最終決戰中，被阿諾斯以“涅槃七步征服”打至瀕死，並再世界重創後被改造水車小屋。
創造神米里狄亞（Militia，聲：悠木碧）
創造世界的神。與魔王阿諾斯、勇者加隆、大精靈蕾諾等人一同建立「四界牆壁」，權能為創造之月亞蒂艾露托諾亞。2000年後轉世為米夏。
猶格·拉·拉比阿茲（Eugo La Raviaz，聲：寺杣昌紀）
守護時間秩序的「時間守護神」。復活艾維斯·涅庫羅並融合根源賦予力量，最後被阿諾斯用滅理劍連同根源一起消滅。在眾神當中實力為中等。
天父神諾司加里亞（Nousgalia，聲：內田夕夜）
眾神之父，掌管秩序的神。由於阿諾斯奪走了破壞神的權能，因而為了消滅阿諾斯、解放破壞神、恢復原有秩序而行動。2000年前開始便利用勇者散佈的假魔王傳言，讓魔王右手的辛與大精靈蕾諾所誕生的女兒米莎，成為假魔王傳承的神子。並與傑魯凱接觸，將其根源變成魔族斷罪、根源母胎兩個打倒魔王的籌碼。米莎在誕生前便藉由大精靈蕾諾送到2000年後的世界，傑魯凱方面也為了利用根源母胎改變整個世界的秩序而將計畫定在2000年後。2000年後的現在，為了實現計畫而奪去熾死王的肉體與根源，假扮成魔王學院的教師。利用米莎覺醒成假魔王奪取魔王城與理滅劍，將其復活為破滅的太陽，本欲以此消滅阿諾斯，卻不幸失敗，破滅的太陽其實是阿諾斯的友方。失敗後才發現先前熾死王是故意讓他奪去肉體與根源，為的是反過來奪走天父神掌管的秩序權能。失去一切的他中了未來永遠轉生為蟲詛咒，對世界再無威脅。
破壞神阿貝魯倪悠
破壞之神，權能為一切破壞與毀滅的奇蹟--破滅太陽莎潔盧多納貝。
2000年前因厭惡自己的權能只會帶來破壞與毀滅而一直躲藏在莎潔盧多納貝中，直到阿諾斯的到來，讓其首次擁有了名為“戀愛”的情感(阿諾斯是唯一一個能以肉身進入莎潔盧多納貝的人)，並在與阿諾斯交換魔眼與初吻後轉生。
姐姐為創造神米里狄亞，兩神為共用一神體的姐妹。
稱呼阿諾斯為“魔王大人”。
2000年後轉世為莎夏。
再生守護神奴帖菈·都·希安娜（聲：小原好美）
意念守護神愛奴斯·涅·梅斯（聲：武內駿輔）
未來神娜芙妲（聲：雨宮天）
代表「未來」的秩序，權能為未來視水晶坎達奎索魯堤。
神域為一個未來遭到侷限、挑戰者必定落敗的水晶世界，再此世界中，沒有任何能夠贏過娜芙妲的「未來」。
在與阿諾斯的對決中，被阿諾斯以「極獄界滅灰燼魔炮」將神域破壞而敗北。
於第七卷覺醒了神族本應沒有的「愛與溫柔」，正式向迪德里希表明自己對他的心意，並與其締結「神姻盟約（就是結婚）」。
痕跡神利巴爾修涅多（聲：平川大輔）
代表「過去」的秩序，實力在神族中也是名列前茅。
利巴爾修涅多擁有將過去發生的所有事物再現的能力，這些來自過去的魔法、知識、事件甚至是現象都會以「痕跡」的形式刻印在其神域----痕跡大地中。
在痕跡大地裡，擁有足以容納100個世界，亦即700億年的空間，所有來自於過去的痕跡皆是利巴爾修涅多的同伴。若不將這痕跡大地摧毀，就不能打倒利巴爾修涅多。
在與阿諾斯的對決中，利巴爾修涅多寄出了來自過去的「極獄界滅灰燼魔炮」將阿諾斯的根源幾乎破壞，卻同時令阿諾斯開發了具有更強大毀滅之力與破壞力的強化魔法----涅槃七步征服。
在這七步即可滅千世的魔法下，僅六步便將痕跡大地瓦解，痕跡神本人則遭到里拜因基魯瑪消滅。
第10卷中，在艾庫艾斯的控制下復活並成為其傀儡，後再世界重新創造後正式重生。

## 出版書籍

### 小說
| 冊數     | KADOKAWA       | KADOKAWA               | 台湾角川       | 台湾角川               | 次元书馆      | 次元书馆               |
| 冊數     | 發售日期       | ISBN                   | 發售日期       | ISBN                   | 發售日期      | ISBN                   |
| -------- | -------------- | ---------------------- | -------------- | ---------------------- | ------------- | ---------------------- |
| 1        | 2018年3月10日  | ISBN 978-4-04-893681-1 | 2019年6月12日  | ISBN 978-957-564999-9  | 2020年12月    | ISBN 978-7-5142-3117-5 |
| 2        | 2018年7月10日  | ISBN 978-4-04-893920-1 | 2019年12月9日  | ISBN 978-957-743450-0  | 2021年5月13日 | ISBN 978-7-5142-3334-6 |
| 3        | 2018年11月10日 | ISBN 978-4-04-912096-7 | 2020年4月20日  | ISBN 978-957-743693-1  | 2022年2月     | ISBN 978-7-5142-3387-2 |
| 4〈上〉  | 2019年3月9日   | ISBN 978-4-04-912327-2 | 2020年8月17日  | ISBN 978-957-743937-6  | 2022年2月     | ISBN 978-7-5142-3454-1 |
| 4〈下〉  | 2019年5月10日  | ISBN 978-4-04-912453-8 | 2020年12月21日 | ISBN 978-986-524131-5  | 2022年2月     | ISBN 978-7-5142-3454-1 |
| 5        | 2019年10月10日 | ISBN 978-4-04-912664-8 | 2021年7月12日  | ISBN 978-986-524620-4  | 2022年11月    | ISBN 978-7-5142-3692-7 |
| 6        | 2020年3月10日  | ISBN 978-4-04-913074-4 | 2022年1月20日  | ISBN 978-626-321112-4  | 2022年11月    | ISBN 978-7-5142-4062-7 |
| 7        | 2020年7月10日  | ISBN 978-4-04-913273-1 | 2022年4月20日  | ISBN 978-626-321345-6  | 2024年        | ISBN 978-7-5142-4337-6 |
| 8        | 2020年10月10日 | ISBN 978-4-04-913448-3 | 2022年8月24日  | ISBN 978-626-321673-0  |               |                        |
| 9        | 2021年4月9日   | ISBN 978-4-04-913734-7 | 2022年11月9日  | ISBN 978-626-321964-9  |               |                        |
| 10〈上〉 | 2021年8月6日   | ISBN 978-4-04-912938-9 | 2023年1月17日  | ISBN 978-626-352166-7  |               |                        |
| 10〈下〉 | 2021年10月8日  | ISBN 978-4-04-913939-6 | 2023年4月26日  | ISBN 978-626-352439-2  |               |                        |
| 11       | 2022年3月10日  | ISBN 978-4-04-914145-0 | 2023年10月25日 | ISBN 978-626-378005-7  |               |                        |
| 12〈上〉 | 2022年8月10日  | ISBN 978-4-04-914532-8 | 2024年1月15日  | ISBN 978-626-378399-7  |               |                        |
| 12〈下〉 | 2022年10月7日  | ISBN 978-4-04-914533-5 | 2024年3月13日  | ISBN 978-626-378-636-3 |               |                        |
| 13〈上〉 | 2023年2月10日  | ISBN 978-4-04-914870-1 | 2024年3月13日  | ISBN 978-626-400-216-5 |               |                        |
| 13〈下〉 | 2023年5月10日  | ISBN 978-4-04-914874-9 | 2024年9月16日  | ISBN 978-626-400-501-2 |               |                        |
| 14〈上〉 | 2023年9月8日   | ISBN 978-4-04-915122-0 | 2025年2月26日  | ISBN 978-626-415-272-3 |               |                        |
| 14〈下〉 | 2024年1月10日  | ISBN 978-4-04-915123-7 |                |                        |               |                        |
| 15       | 2024年6月10日  | ISBN 978-4-04-915697-3 |                |                        |               |                        |
| 16       | 2024年11月8日  | ISBN 978-4-04-916083-3 |                |                        |               |                        |
| 17       | 2025年8月8日   | ISBN 978-4-04-916084-0 |                |                        |               |                        |

### 漫畫
本作漫畫化由SQUARE ENIX旗下的漫畫UP！APP進行網絡配信，紙質單行本由月刊GANGAN JOKER發行。
| 卷数 | SQUARE ENIX    | SQUARE ENIX            | 台湾角川      | 台湾角川              |
| 卷数 | 發售日期       | ISBN                   | 發售日期      | ISBN                  |
| ---- | -------------- | ---------------------- | ------------- | --------------------- |
| 1    | 2018年11月10日 | ISBN 978-4-75-755906-6 | 2020年4月22日 | ISBN 978-957-743678-8 |
| 2    | 2019年5月10日  | ISBN 978-4-75-756112-0 | 2020年4月22日 | ISBN 978-957-743679-5 |
| 3    | 2019年10月10日 | ISBN 978-4-75-756333-9 | 2020年5月11日 | ISBN 978-957-743732-7 |
| 4    | 2021年3月5日   | ISBN 978-4-75-757133-4 | 2021年11月8日 | ISBN 978-986-524746-1 |

## 電視動畫
2019年10月7日，官方宣布將改編為電視動畫。2020年1月10日，宣布電視動畫將於2020年4月播出。但在同年2月28日，官方表示受2019冠状病毒病疫情对日本乃至东京都的影响，延期至2020年7月至9月於AT-X、東京都會電視台播放。2021年3月宣布將製作第2季，原定於2023年1月起分2部分播出，由於疫情的影響，第7集以後的集數被延期，第1部分於同年7月至9月播放。第2季第2部分於2024年4月至7月播放。

### 製作人員
動畫製作人員如下，旁白為中田讓治。
- 原作：秋
- 角色原案：靜間良紀
- 總監督：大沼心
- 監督：田村正文
- 助理監督：湊未來
- 系列構成：田中仁
- 角色設計：山吉一幸
- 總作畫監督：平田和也
- 道具設計：中津川孝廣
- 美術監督：小原志野
- 色彩設計：吉田隼人
- 攝影監督：山本聖
- 3D監督：江田惠一、小林亮
- 編集：瀧川三智
- 音響監督：納谷僚介
- 音樂：井內啟二
- 音樂監製：中山信宏
- 音樂製作：Aniplex
- 總監製：三宅將典、湯淺隆明
- 監製：中山信宏、吉岡雄介、飯塚彩、大和田智之、山岡勇輝、北澤史隆、長谷川嘉範、石田悟朗、石垣毅、伊藤拓己
- 動畫製作人：金子逸人
- 動畫製作監製：進藤雄昨
- 動畫製作：SILVER LINK.
- 製作：Demon King Academy[2]

### 主題曲
第1季
片頭曲正解不正解
作詞：小山秀和，作曲：小山秀和、純市、有田清幸，編曲、主唱：CIVILIAN
第4話、第13話的片頭曲是限定版正解不正解 feat.阿諾斯·波魯迪戈烏多，主唱為阿諾斯·波魯迪戈烏多（鈴木達央）。
片尾曲不適任者
作詞：楠木燈，作曲、編曲：重永亮介，主唱：楠木燈
插入曲
阿諾斯大人應援歌第二合唱曲ー高貴的阿諾斯大人，請賜與您的寶劍（第7話）
作詞：秋，作曲、編曲：阿部隆大
阿諾斯大人應援歌第三合唱曲ー絕·魔王（第11話）
作詞：秋，作曲、編曲：阿部隆大
阿諾斯大人應援歌第四合唱曲ー願世界充滿愛（第13話）
作詞：秋，作曲、編曲：井內啟二
第2季
片頭曲
SEIEN
作詞、作曲、編曲、主唱：Lenny code fiction
魔王
主唱：BURNOUT SYNDROMES×東山奈央，作詞、作曲：熊谷和海，編曲：岸田勇氣、熊谷和海
片尾曲

作詞、作曲、編曲、主唱：ももすももす

主唱、作詞：楠木燈，作曲：tetsuya
插入曲
魔王讚美歌第五號ー和平（第12話）
作詞：秋，作曲：井內啟二，編曲：yamazo
魔王讚美歌第六號ー隣人（第21話）
作詞：秋，作曲：井內啟二，編曲：yamazo

### 各話列表
| 話數  | 標題                       | 劇本     | 分鏡              | 演出            | 作畫監督 | 總作畫監督                 | 首播日期       | 原作         |       |       |       |       |       |       |       |       |       |       |       |       |       |       |       |       |
| 第1期 | 第1期                      | 第1期    | 第1期             | 第1期           | 第1期 | 第1期                      | 第1期          | 第1期        | 第1期 | 第1期 | 第1期 | 第1期 | 第1期 | 第1期 | 第1期 | 第1期 | 第1期 | 第1期 | 第1期 | 第1期 | 第1期 | 第1期 | 第1期 | 第1期 |
| ----- | -------------------------- | -------- | ----------------- | --------------- | --- | -------------------------- | -------------- | ------------ | ----- | ----- | ----- | ----- | ----- | ----- | ----- | ----- | ----- | ----- | ----- | ----- | ----- | ----- | ----- | ----- |
| 01    | 魔王學院的不適任者         | 田中仁   | 田村正文          | 田村正文        | 井本由紀、大西陽一、大槻南雄                                                                                         | 山吉一幸 平田和也          | 2020年 7月5日  | 第一卷       |       |       |       |       |       |       |       |       |       |       |       |       |       |       |       |       |
| 02    | 破滅魔女                   | 田中仁   | 西田正義          | 小柴純彌        | 竹森由加、佐藤裕子、服部憲知、今井武志 飯飼一幸、富田佳亨、若山政志、丸山修司 原口涉                                 | 山吉一幸 平田和也          | 7月12日        | 第一卷       |       |       |       |       |       |       |       |       |       |       |       |       |       |       |       |       |
| 03    | 莎夏的真意                 | 田中仁   | 島津裕行          | 大內大和        | 井本由紀、水崎健太、壽夢龍、秋田英人 松井京介                                                                        | 山吉一幸 平田和也          | 7月19日        | 第一卷       |       |       |       |       |       |       |       |       |       |       |       |       |       |       |       |       |
| 04    | 十五歲生日                 | 田中仁   | 田村正文          | 關根侑佑        | 大槻南雄、古谷梨繪、船越麻友美、水崎健太 久松沙紀、竹森由加                                                          | 山吉一幸 平田和也          | 7月26日        | 第一卷       |       |       |       |       |       |       |       |       |       |       |       |       |       |       |       |       |
| 05    | 轉學生                     | 大內珠帆 | 末田宜史          | 末田宜史        | 長田繪里、林夏菜、小幡公春、高橋晃平                                                                                 | 山吉一幸 平田和也          | 8月2日         | 第二卷       |       |       |       |       |       |       |       |       |       |       |       |       |       |       |       |       |
| 06    | 魔劍大會                   | 大內珠帆 | 西田正義          | 福多潤          | 井本由紀、大槻南雄、竹森由加、原口涉 水崎健太                                                                        | 山吉一幸 平田和也          | 8月9日         | 第二卷       |       |       |       |       |       |       |       |       |       |       |       |       |       |       |       |       |
| 07    | 母親的話                   | 大內珠帆 | 田村正文          | 田村正文        | 大槻南雄、佐藤裕子、服部憲知、水崎健太 池津壽惠、河口千惠、藤田真弓、山崎輝彥 上野沙彌佳、畠山元、乘富梓             | 山吉一幸 平田和也          | 8月16日        | 第二卷       |       |       |       |       |       |       |       |       |       |       |       |       |       |       |       |       |
| 08    | 兩人的決賽                 | 大內珠帆 | 齋藤瑞華          | 小柴純彌        | 田村正文、原口涉、大槻南雄、水崎健太 前原薫、堀光明、富田佳亨、松井京介、龜田朋幸                                    | 山吉一幸 平田和也          | 8月23日        | 第二卷       |       |       |       |       |       |       |       |       |       |       |       |       |       |       |       |       |
| 09    | 勇者學院的謎團             | 田中仁   | 島津裕行          | 大內大和        | 田村正文、大槻南雄、原口涉、竹森由加 松田萌、田中沙希、富田佳亨、吉岡敏幸                                            | 山吉一幸 平田和也          | 8月30日        | 第三卷       |       |       |       |       |       |       |       |       |       |       |       |       |       |       |       |       |
| 10    | 學院對抗課程               | 田中仁   | 末田宜史          | 稻葉友紀        | 吉川佳織、林夏菜 | 山吉一幸 平田和也          | 9月6日         | 第三卷       |       |       |       |       |       |       |       |       |       |       |       |       |       |       |       |       |
| 11    | 生命的光輝                 | 田中仁   | 井上圭介 田村正文 | 徳本善信        | 大槻南雄、鈴木FALCO、竹森由加、原口涉 水崎健太、謝宛倩、田村正文、B.S.P 1st                                          | 山吉一幸 平田和也          | 9月13日        | 第三卷       |       |       |       |       |       |       |       |       |       |       |       |       |       |       |       |       |
| 12    | 禁忌魔法                   | 田中仁   | 徳本善信          | 福多潤          | 大槻南雄、水崎健太、服部憲知、原口涉 渡部桂大、吉田和香子、吉野麥、松永辰 河口千惠、金元會、田村正文                 | 山吉一幸 平田和也          | 9月20日        | 第三卷       |       |       |       |       |       |       |       |       |       |       |       |       |       |       |       |       |
| 13    | 願世界充滿愛               | 田中仁   | 田村正文          | 田村正文        | 田村正文、大槻南雄、原口涉、金元會、林夏菜                                                                           | 山吉一幸 平田和也          | 9月27日        | 第三卷       |       |       |       |       |       |       |       |       |       |       |       |       |       |       |       |       |
| 第2期 |                            |          |                   |                 | |                            |                |              |       |       |       |       |       |       |       |       |       |       |       |       |       |       |       |       |
| 01    | 神的課程                   | 田中仁   | 田村正文          | 小柴純彌        | 服部憲知、渡部桂大、池津壽惠、符世銘 24FPS、Studio EverGreen、Revival ONE ORDER、Rad Plus、4tune、田村正文           | 山吉一幸 大槻南雄          | 2023年 1月8日  | 第四卷〈上〉 |       |       |       |       |       |       |       |       |       |       |       |       |       |       |       |       |
| 02    | 魔王的鬥智                 | 大內珠帆 | 田村正文          | 田村正文        | 長田雄樹、本館耐、鈴木FALCO、田村正文 服部憲知、STUDIO MASSKET、4tune                                                | 山吉一幸 大槻南雄          | 1月15日        | 第四卷〈上〉 |       |       |       |       |       |       |       |       |       |       |       |       |       |       |       |       |
| 03    | 精靈的校舍                 | 米山昂   | 田村正文          | 小野田雄亮      | 中谷藍、德倉榮一、清水雄介、Rad Plus                                                                                 | 山吉一幸 大槻南雄          | 1月22日        | 第四卷〈上〉 |       |       |       |       |       |       |       |       |       |       |       |       |       |       |       |       |
| 04    | 精靈的試煉                 | 田中仁   | 澤井幸次 田村正文 | 粟井重紀        | 松本勝次、高橋直樹、陳潔瓊、趙親雲、何金龍                                                                           | -                          | 1月29日        | 第四卷〈上〉 |       |       |       |       |       |       |       |       |       |       |       |       |       |       |       |       |
| 05    | 在皇族與混血的夾縫間       | 米山昂   | 二瓶勇一          | 福多潤          | 服部憲知、池津壽惠、明光、慧敏、趙杰、李慶 張金浩、吳暁偉、趙珉、BEEP、ONE ORDER Revival、Big Owl、SAS、Rad Plus、   | 山吉一幸 大槻南雄          | 2月5日         | 第四卷〈下〉 |       |       |       |       |       |       |       |       |       |       |       |       |       |       |       |       |
| 06    | 精靈之母大精靈與魔王的右臂 | 大內珠帆 | 西田正義          | 小野田雄亮      | 中谷藍、德倉榮一、清水雄介、STUDIO CL 半扇門                                                                         | 山吉一幸 大槻南雄          | 2月12日        | 第四卷〈下〉 |       |       |       |       |       |       |       |       |       |       |       |       |       |       |       |       |
| 07    | 有如一把劍般               | 米山昂   | 西本光咲 田村正文 | 小柴純彌        | 小林茉利奈、鈴木FALCO、服部憲知、Big Owl Rad Plus、4tune                                                             | 山吉一幸 大槻南雄          | 8月20日        | 第四卷〈下〉 |       |       |       |       |       |       |       |       |       |       |       |       |       |       |       |       |
| 08    | 魔王不在的魔族之國         | 田中仁   | 大沼心 西田正義   | 荻原露光        | 高橋直樹、松本勝次、陳潔瓊、趙親雲、李品華 馬蘭                                                                      | -                          | 8月27日        | 第四卷〈下〉 |       |       |       |       |       |       |       |       |       |       |       |       |       |       |       |       |
| 09    | 帶著對兩千年後的祈禱       | 大內珠帆 | 田村正文          | 田村正文        | 服部憲知、本館耐、北島勇樹、壽門堂 ONE ORDER、田村正文                                                               | 山吉一幸 大槻南雄          | 9月3日         | 第四卷〈下〉 |       |       |       |       |       |       |       |       |       |       |       |       |       |       |       |       |
| 10    | 讓憎恨留在過去             | 米山昂   | 西田正義 田村正文 | 小野田雄亮      | 中谷藍、德倉榮一、清水雄介、半扇門                                                                                   | 山吉一幸 大槻南雄          | 9月10日        | 第四卷〈下〉 |       |       |       |       |       |       |       |       |       |       |       |       |       |       |       |       |
| 11    | 為了斬斷那個宿命           | 大內珠帆 | 大畑晃一          | 關根侑佑        | 竹森由加、鈴木FALCO、STUDIO MASSKET Big Owl、Rad Plus、壽門堂                                                        | 山吉一幸 大槻南雄 平田和也 | 9月17日        | 第四卷〈下〉 |       |       |       |       |       |       |       |       |       |       |       |       |       |       |       |       |
| 12    | 不適任者                   | 田中仁   | 田村正文          | 田村正文        | 竹森由加、服部憲知                                                                                                   | 山吉一幸 大槻南雄          | 9月24日        | 第四卷〈下〉 |       |       |       |       |       |       |       |       |       |       |       |       |       |       |       |       |
| 13    | 創造之月                   | 田中仁   | 大沼心 關根侑佑   | 大沼心 關根侑佑 | 服部憲知、渡部桂大、若山政志、翁有威 金逸凡、陶啟偉、壽門堂、ONE ORDER、BEEP                                         | 山吉一幸 大槻南雄          | 2024年 4月13日 | 第五卷       |       |       |       |       |       |       |       |       |       |       |       |       |       |       |       |       |
| 14    | 選定之神                   | 大內珠帆 | 毛利和昭          | 粟井重紀        | 松本勝次、陳潔瓊、趙親雲、杜衛峰、李品華                                                                             | 山吉一幸 大槻南雄          | 4月20日        | 第五卷       |       |       |       |       |       |       |       |       |       |       |       |       |       |       |       |       |
| 15    | 神代的學府                 | 米山昂   | 田村正文          | 小野田雄亮      | 清水雄介、SMX、、Rad Plus                                                                                            | -                          | 4月27日        | 第五卷       |       |       |       |       |       |       |       |       |       |       |       |       |       |       |       |       |
| 16    | 集結起渺小的勇氣           | 大內珠帆 | 二瓶勇一          | 小柴純彌        | 服部憲知、小牧容子、森林惠、瀨戶良兼、徐易 富田惠里沙、岩田美香、BEEP、VISTA、壽門堂 ONE ORDER                       | 山吉一幸 大槻南雄          | 5月4日         | 第五卷       |       |       |       |       |       |       |       |       |       |       |       |       |       |       |       |       |
| 17    | 榮耀之戰                   | 田中仁   | 尾上皓紀 田村正文 | 粟井重紀        | 陳潔瓊、趙親雲、殷晨曦、董立則、松本勝次                                                                             | 山吉一幸 大槻南雄          | 5月11日        | 第五卷       |       |       |       |       |       |       |       |       |       |       |       |       |       |       |       |       |
| 18    | 全能的魔王                 | 米山昂   | 田村正文          | 日下直義        | 服部憲知、鈴木FALCO、BEEP、壽門堂 BigOwl、曉・火鳥動畫、4tune                                                        | 山吉一幸 大槻南雄          | 5月18日        | 第五卷       |       |       |       |       |       |       |       |       |       |       |       |       |       |       |       |       |
| 19    | 大魔王教練                 | 大内珠帆 | 成田歲法          | 小野田雄亮      | 清水雄介、德倉榮一、SMX、半扇門、Rad Plus                                                                            | 山吉一幸 大槻南雄          | 6月1日         | 第六卷       |       |       |       |       |       |       |       |       |       |       |       |       |       |       |       |       |
| 20    | 神龍之國                   | 田中仁   | 奧田誠治 田村正文 | 粟井重紀        | 陳潔瓊、杜衛峰、馬寶林、趙親雲、李品華 邱錦、馬蘭                                                                    | 山吉一幸 大槻南雄          | 6月8日         | 第六卷       |       |       |       |       |       |       |       |       |       |       |       |       |       |       |       |       |
| 21    | 魔王讚美歌 第六號“鄰人”    | 大內珠帆 | 田村正文          | 杉村泰          | 服部憲知、前田綾、本館耐、BEEP、VISTA 壽門堂、One Order 曉·火鳥動畫製作集團、Rad Plus、Revival Fusion Studio、、4tun | 山吉一幸 大槻南雄          | 6月15日        | 第六卷       |       |       |       |       |       |       |       |       |       |       |       |       |       |       |       |       |
| 22    | 痕跡神利巴爾修涅多         | 大內珠帆 | 中野陽            | 小野田雄亮      | 清水雄介、中谷藍、徳倉榮一、半扇門、SMX 、Rad Plus                                                                   | 山吉一幸 大槻南雄          | 6月29日        | 第六卷       |       |       |       |       |       |       |       |       |       |       |       |       |       |       |       |       |
| 23    | 在夢中許下的約定           | 米山昂   | 毛利和昭          | 日下直義        | 鈴木FALCO、BEEP、壽門堂、BigOwl Rad Plus、One Order                                                                  | 山吉一幸 大槻南雄          | 7月4日         | 第六卷       |       |       |       |       |       |       |       |       |       |       |       |       |       |       |       |       |
| 24    | 神所作的夢                 | 田中仁   | 田村正文          | 小柴純彌        | 川口弘明、雪夜野、BEEP 壽門堂、Rad Plus、Lu Laforte                                                                  | 山吉一幸 大槻南雄          | 7月25日        | 第六卷       |       |       |       |       |       |       |       |       |       |       |       |       |       |       |       |       |

### 播放電視台
| 播放日期               | 播放時間                       | 播放電視台     | 播放區域   | 備註                                        |
| ---------------------- | ------------------------------ | -------------- | ---------- | ------------------------------------------- |
| 2020年7月4日—9月26日   | 星期六 23:30—星期日 0:00       | 東京都會電視台 | 東京都     |                                             |
|                        |                                | 群馬電視台     | 群馬縣     |                                             |
|                        |                                | 栃木電視台     | 栃木縣     |                                             |
|                        |                                | BS11           | 日本全國   | 日本衛星放送（BS數碼廣播） / 「ANIME+」時段 |
|                        |                                | AT-X           | 日本全國   | 日本衛星放送（CS數碼廣播） / 節目有重播     |
| 2020年7月6日—9月28日   | 星期一 2:05—2:35（星期日深夜） | 愛知電視台     | 愛知縣     |                                             |
| 2020年7月7日—9月29日   | 星期二 1:59—2:29（星期一深夜） | 讀賣電視台     | 近畿廣域圏 | 「MANPA」第1部                              |
| 2020年7月22日—10月14日 | 星期三 1:54—2:21（星期二深夜） | 長崎文化放送   | 長崎縣     | 「」時段                                    |

### 播映平台
| 播映國家＆地區   | 播映平台       | 播映日期                                                         | 播映時間（UTC+8）                               | 備註   |
| 第1季            | 第1季          | 第1季                                                            | 第1季                                           | 第1季  |
| ---------------- | -------------- | ---------------------------------------------------------------- | ----------------------------------------------- | ------ |
| 臺灣             | 巴哈姆特動畫瘋 | 2020年7月5日—9月27日                                             | 星期日 00:00                                    |        |
| 臺灣             | KKTV           | 2020年7月5日—9月27日                                             | 星期日 00:00                                    |        |
| 臺灣             | bilibili       | 2020年7月5日—9月27日                                             | 星期日 00:00                                    |        |
| 中國大陸         | 優酷           | 2020年7月5日—9月27日                                             | 星期日 00:00                                    |        |
| 香港             | Viu            | 2020年7月5日—9月27日                                             | 星期日 00:00                                    |        |
| 第2季            |                |                                                                  |                                                 |        |
| 臺灣             | 巴哈姆特動畫瘋 | 2023年1月8日—9月24日（第1部分） 2024年4月13日—7月25日（第2部分） | 星期日 01:00（第1部分） 星期六 00:30（第2部分） |        |
| 臺灣             | 中華電信MOD    | 2023年1月8日—9月24日（第1部分） 2024年4月13日—7月25日（第2部分） | 星期日 01:00（第1部分） 星期六 00:30（第2部分） |        |
| 臺灣             | Hami Video     | 2023年1月8日—9月24日（第1部分） 2024年4月13日—7月25日（第2部分） | 星期日 01:00（第1部分） 星期六 00:30（第2部分） |        |
| 臺灣             | LiTV 線上影視  | 2023年1月8日—9月24日（第1部分） 2024年4月13日—7月25日（第2部分） | 星期日 01:00（第1部分） 星期六 00:30（第2部分） |        |
| 臺灣             | MyVideo        | 2023年1月8日—9月24日（第1部分） 2024年4月13日—7月25日（第2部分） | 星期日 01:00（第1部分） 星期六 00:30（第2部分） |        |
| 臺灣             | KKTV           | 2023年1月8日—9月24日（第1部分） 2024年4月13日—7月25日（第2部分） | 星期日 01:00（第1部分） 星期六 00:30（第2部分） |        |
| 臺灣             | LINE TV        | 2023年1月8日—9月24日（第1部分） 2024年4月13日—7月25日（第2部分） | 星期日 01:00（第1部分） 星期六 00:30（第2部分） |        |
| 臺灣             | Yahoo TV       | 2023年1月8日—9月24日（第1部分） 2024年4月13日—7月25日（第2部分） | 星期日 01:00（第1部分） 星期六 00:30（第2部分） |        |
| 臺灣             | 遠傳friDay影音 | 2023年1月8日—9月24日（第1部分） 2024年4月13日—7月25日（第2部分） | 星期日 01:00（第1部分） 星期六 00:30（第2部分） |        |
| 臺灣             | bbTV           | 2023年1月8日—9月24日（第1部分） 2024年4月13日—7月25日（第2部分） | 星期日 01:00（第1部分） 星期六 00:30（第2部分） |        |
| 臺灣             | 愛奇藝         | 2023年1月8日—9月24日（第1部分） 2024年4月13日—7月25日（第2部分） | 星期日 01:00（第1部分） 星期六 00:30（第2部分） |        |
| 臺灣             | CATCHPLAY+     | 2023年1月8日—9月24日（第1部分） 2024年4月13日—7月25日（第2部分） | 星期日 01:00（第1部分） 星期六 00:30（第2部分） |        |
| 臺灣             | bilibili       | 2023年1月8日—9月24日（第1部分） 2024年4月13日—7月25日（第2部分） | 星期日 01:00（第1部分） 星期六 00:30（第2部分） | [ 59 ] |
| 香港             | Viu            | 2023年1月8日—9月24日（第1部分） 2024年4月13日—7月25日（第2部分） | 星期日 01:00（第1部分） 星期六 00:30（第2部分） |        |
| 香港、澳門、臺灣 | Netflix        | 2023年1月8日—9月24日（第1部分） 2024年4月13日—7月25日（第2部分） | 星期日 01:00（第1部分） 星期六 00:30（第2部分） | [ 60 ] |

### 藍光與DVD
| 卷數  | 發售日期       | 收錄話數      | 規格編號         | 規格編號         |
| 卷數  | 發售日期       | 收錄話數      | 藍光限定版       | DVD限定版        |
| 第1季 | 第1季          | 第1季         | 第1季            | 第1季            |
| ----- | -------------- | ------------- | ---------------- | ---------------- |
| 1     | 2020年9月30日  | 第1話、第2話  | ANZX-13141/2     | ANZB-13141/2     |
| 2     | 2020年10月28日 | 第3話、第4話  | ANZX-13143/4     | ANZB-13143/4     |
| 3     | 2020年11月25日 | 第5話、第6話  | ANZX-13145/6     | ANZB-13145/6     |
| 4     | 2020年12月23日 | 第7話、第8話  | ANZX-13147/8     | ANZB-13147/8     |
| 5     | 2021年1月27日  | 第9話、第10話 | ANZX-13149/50    | ANZB-13149/50    |
| 6     | 2021年2月24日  | 第11話—第13話 | ANZX-13151/2     | ANZB-13151/2     |
| 第2季 |                |               |                  |                  |
| 1     | 2023年9月27日  | 第1話—第3話   | ANZX-15291~15292 | ANZB-15291~15292 |
| 2     | 2023年10月25日 | 第4話—第6話   | ANZX-15293~15294 | ANZB-15293~15294 |
| 3     | 2023年11月22日 | 第7話—第9話   | ANZX-15295~15296 | ANZB-15295~15296 |
| 4     | 2023年12月27日 | 第10話—第12話 | ANZX-15297~15298 | ANZB-15297~15298 |
| 5     | 2024年7月31日  | 第13話—第15話 | ANZX-17531/2     | ANZB-17531/2     |
| 6     | 2024年8月28日  | 第16話—第18話 | ANZX-17533/4     | ANZX-17533/4     |
| 7     | 2024年9月25日  | 第19話—第21話 | ANZX-17535/6     | ANZB-17535/6     |
| 8     | 2024年10月23日 | 第22話—第24話 | ANZX-17537/8     | ANZX-17537/8     |

### 網路廣播
2020年7月1日起，網路廣播魔王學院的不適任者 ～史上最強的魔王始祖，轉生參加子孫們的電臺～於每週三在音泉發佈中。主持人是飾演米夏·涅庫羅的楠木燈與飾演莎夏·涅庫羅的夏吉優子。於2020年10月7日發佈第15回。
2020年10月28日宣布從11月18日開始繼續網路廣播，並改為每月發佈一次。

## 外部連結
- 《魔王學院的不適任者》小說特設官方網站（日語）
- 《魔王學院的不適任者》漫畫特設官方網站（日語）
- 《魔王學院的不適任者》電視動畫第一季官方網站（日語）
- 《魔王學院的不適任者》電視動畫第二季官方網站（日語）
- 《魔王學院的不適任者》電視動畫的X（前Twitter）（日語）